# بو كريستنسن
بو كريستنسن (بالدنماركية: Bo Christensen)‏ هو منتج أفلام وممثل دنماركي، ولد في 24 أغسطس 1937 في بلدة فردريكسبرغ ‏ في الدنمارك.

## أعمال

### أفلام
- (1987) عيد بابيت[4]

## وصلات خارجية
- بو كريستنسن على موقع IMDb (الإنجليزية)
- بو كريستنسن على موقع أول موفي (الإنجليزية)
- بو كريستنسن على موقع قاعدة بيانات الأفلام السويدية (السويدية)
- بو كريستنسن على موقع قاعدة بيانات الفيلم (الإنجليزية)
- بو كريستنسن على موقع كينوبويسك (الروسية)